# كانغ دانييل
كانغ دانييل (강다니엘) مغني وراقص كوري ولد في العاشر من ديسبمر عام 1996 وبدأ التدريب كمغني في شركة إم إم أو الترفيهية، قام بالاشتراك في برنامج النجاة إنتاج 101 الموسم 2، وتنافس ضد 100 متدرب آخر خلال 11 حلقة حيث بدأ من المركز الثالث والعشرون في الحلقة الأولى حتى الحلقة الأخيرة والتي أعلن فيها رسميًا عن حصوله على المركز الأول متغلبًا بذلك على جميع منافسيه المئة، ليصبح بذلك مركز وأساس فرقة واناون والتي تضم الفائزين الـ11 النهائيين.

## روابط خارجية
- كانغ دانييل على موقع IMDb (الإنجليزية)
- كانغ دانييل على موقع روتن توميتوز (الإنجليزية)
- كانغ دانييل على موقع ميوزك برينز (الإنجليزية)
- كانغ دانييل على موقع أول ميوزيك (الإنجليزية)
- كانغ دانييل على موقع ديسكوغز (الإنجليزية)
- كانغ دانييل على موقع قاعدة بيانات الفيلم (الإنجليزية)
- كانغ دانييل على موقع ليتربوكسد (الإنجليزية)
- كانغ دانييل على موقع كينوبويسك (الروسية)